# Jamel Balhi
Pour les articles homonymes, voir Balhi.
Jamel Balhi est un athlète aventurier francais, coureur autour du monde, photographe et écrivain.

## Biographie
Jamel Balhi est né le 12 avril 1963 à Lyon.

### Vers Shanghai en courant
En 1987 à l’âge de 24 ans, marathonien de haut niveau (2h 21), il décide de courir entre Paris et Shanghai (Chine). Le défi est d’autant plus ardu qu’il souhaite courir seul, sans logistique et sans assistance.
Le choix de la destination tient au simple fait qu’un ami de Jamel Balhi l’avait invité quelques années auparavant à venir boire un thé chez lui, à Shanghai[réf. nécessaire].
Pour préparer ce voyage jamais tenté par l’Homme, Jamel Balhi se prépare pendant deux ans en accomplissant des parcours moins longs entre Paris, Amsterdam et Istanbul. 
Durant son voyage vers la Chine, Jamel Balhi court entre 60 et 80 kilomètres par jour[réf. nécessaire].

### Premier homme à faire le tour du monde en courant
Arrivé à Shanghai après 18 mois de courses, il décide de poursuivre son périple vers la Corée du Sud, le Japon, les États-Unis puis l’Europe du Nord jusqu’en France en 1990[réf. nécessaire].
Il devient le premier homme à faire le tour du monde en courant et fait son entrée dans le Guinness Book. Il a couru 27 000 kilomètres.

### Aventurier, photographe et écrivain
Durant son voyage, le prince Fahd d’Arabie saoudite lui offre un appareil photo en guide de cadeau de bienvenue dans son royaume. Jamel Balhi se passionne pour la photo et devient photographe reporter. Ses photos sont alors publiées dans des journaux et magazines français ou étrangers.
Jamel Balhi publie également plusieurs livres retraçant ses voyages, ses rencontres et sa connaissance du monde.
Depuis ce premier tour du monde, les voyages en courant s’enchaînent, motivés par une soif de rencontre et de découverte. Ainsi, Jamel Balhi a traversé plus de 180 pays sans aucun soutien logistique particulier.
Parmi ses voyages remarqués, la traversée de la Yougoslavie pendant la guerre en 1992, la Route de la soie en 1993 (4 500 km), la traversée de l’Australie en 1994, 18 450 km entre les villes saintes (Lourdes, Rome, Jérusalem, Bénarès, La Mecque) en 1996 et 1997, les Amériques du Nord au Sud entre 2000 et 2002 (24 000 km), la traversée de l’Afrique australe en 2005 ...
Durant le voyage reliant les villes saintes du monde (les Routes de la Foi), Jamel Balhi est reçu par Jean-Paul II le 10 juillet 1996, qui lui accorde une audience privée de près d'une heure. Durant l'entretien, le pape fait part de son admiration pour l'obstination de Jamel Balhi à "bâtir des ponts entre les hommes".
Interrogé par la Presse sur ce voyage, Jamel Balhi affirme n'être guidé par aucune foi religieuse, mais par le désir de parcourir et comprendre la spiritualité des Hommes.

### L'aventure continue
Ambassadeur de l'UNESCO, photographe reporter pour plusieurs journaux et magazines, Jamel Balhi continue à courir à travers le monde et de faire partager sa passion d’aventurier lors de conférences, rencontres scolaires, expositions photos...

## Prix et récompenses
- Prix du Jury au Festival de Fontaine en Montagne. Octobre 2009[5].
- Dotation Kodak Grands Reportages Borne IGN de l'Aventure en 1990, nommé en 1994, 1995, 1997[5].
- Victor de l'Aventure à l'émission Ushuaia[5].
- Médaille du Sport et du Mérite remise par madame la ministre des Sports Marie-George Buffet[5].

## Œuvres
- La Ligne bleue (Winning International)
- 18 450 km en courant (Cherche Midi)
- Les routes de la foi - De Paris à Lhassa (Transboréal)
- Au cœur des Amériques (Presses de la Renaissance)
- Un thé à Shanghai (Presses de la Renaissance)
- Si lointains, si proches (Presses de la Renaissance)

## Sources
- Portrait de Jamel Balhi par le journal Libération
- Le Point : Jamel Balhi le routard de Dieu
- UNESCO SOURCES n° 80
- Presse de la Renaissance
- Editions Transboréal
- Université de Haute Alsace
- [PDF]Lasne Nature
- Peuples et images
- Planet UltraMarathon